# Michelle MacPherson
Michelle MacPherson (Toronto, 11 maggio 1966) è un'ex nuotatrice canadese.
Specializzata nel dorso e nella farfalla ha vinto la medaglia di bronzo nella staffetta 4x100 m misti alle Olimpiadi di Los Angeles 1984.

## Palmarès
- Olimpiadi

Los Angeles 1984: bronzo nella staffetta 4x100 m misti.
- Giochi panamericani

1983 - Caracas: argento nei 100 m farfalla e 200 m misti, bronzo nei 400 m misti.